# Панкратий (городской префект)
Панкратий (лат. Pancratius) — римский политический деятель второй половины IV века.
В 379—380 годах Панкратий занимал должность комита частных дел Востока. В 381—382 годах он находился на посту префекта Константинополя. Больше о нём ничего не известно.